# Pholioxenus orion
Pholioxenus orion är en skalbaggsart som beskrevs av Reichardt 1932. Pholioxenus orion ingår i släktet Pholioxenus och familjen stumpbaggar. Inga underarter finns listade i Catalogue of Life.